# ألدن دبليو. كلوسن
ألدن دبليو. كلوسن هو محامي وسياسي أمريكي، ولد في 17 فبراير 1923 في هاميلتون في الولايات المتحدة، وتوفي في 21 يناير 2013 في بورلينغامي في الولايات المتحدة بسبب ذات الرئة. نشط حزبياً في الحزب الجمهوري. وقد انتخب رئيس مجموعة البنك الدولي (1 يونيو 1981 – 1 يوليو 1986).

## وصلات خارجية
- ألدن دبليو. كلوسن على موقع مونزينجر (الألمانية)